# Carlo Naya
Pour les articles homonymes, voir Naya.

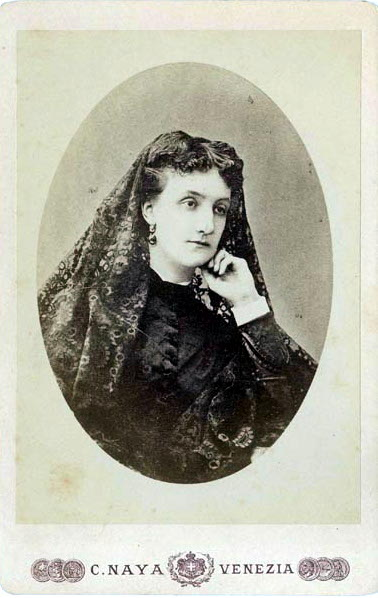
Femme vénitienne.

Carlo Naya, né Carlo Naja à Tronzano Vercellese dans la province de Verceil le 25 août 1816 et mort à Venise le 30 mai 1882, est un photographe italien qui compte parmi les pionniers de la photographie en Italie.

## Biographie
Naya étudia le droit à Pise, dont il sortit diplômé en 1840.
Naya s'établit en 1857 à Venise, créant un studio en association avec Carlo Ponti.
Les deux hommes se brouillèrent ensuite et il ouvrit à son compte un studio important place Saint-Marc.
Naya est surtout connu pour ses très nombreux clichés de Venise, destinés aux touristes et qui lui ont assuré un revenu régulier.
Naya eut comme élève Tomaso Filippi.
Le critique Edward Wilson, en guise de nécrologie en 1882, décrivit Naya comme le créateur « du plus grand établissement jamais vu dédié à la photographie, dans un vieux palais sur l'autre rive du Grand Canal ».

## Expositions
- 6 septembre - 25 novembre 2018 : Carlo Naya (1816-1882) : Venedig in frühen Fotografien, Akademie der bildenden Künste, Theatermuseum, Vienne[1].

## Galerie

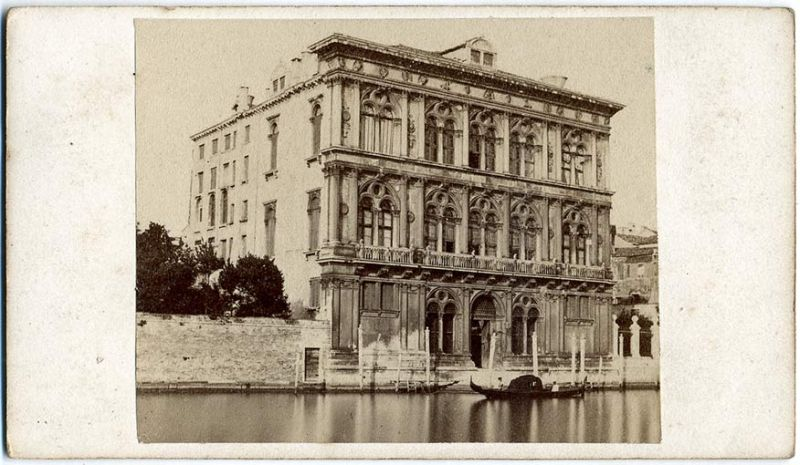
Palais Vendramin à Venise, vers 1870.
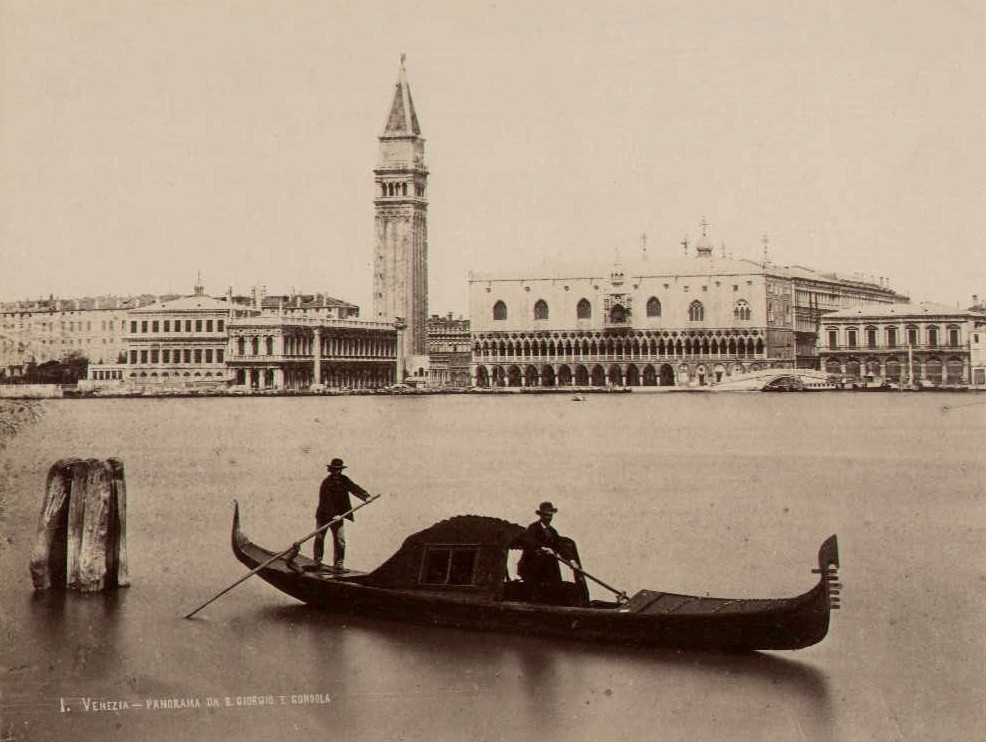
Venise, vue de la basilique San Giorgio Maggiore.
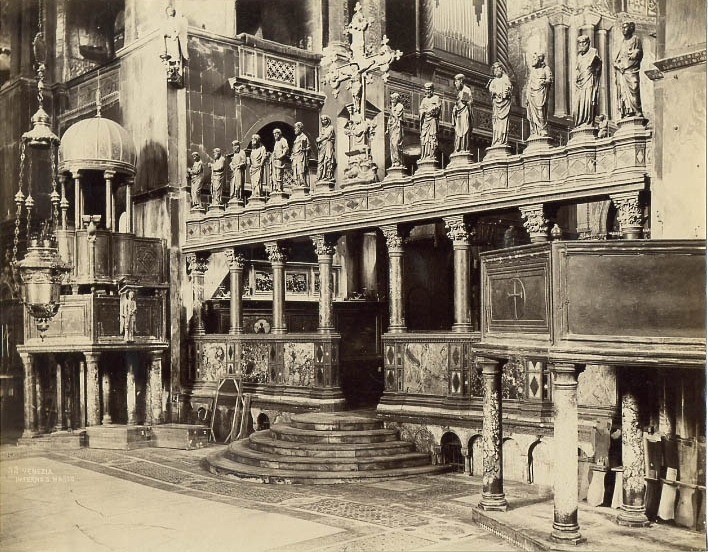
Intérieur de la basilique Saint-Marc de Venise.
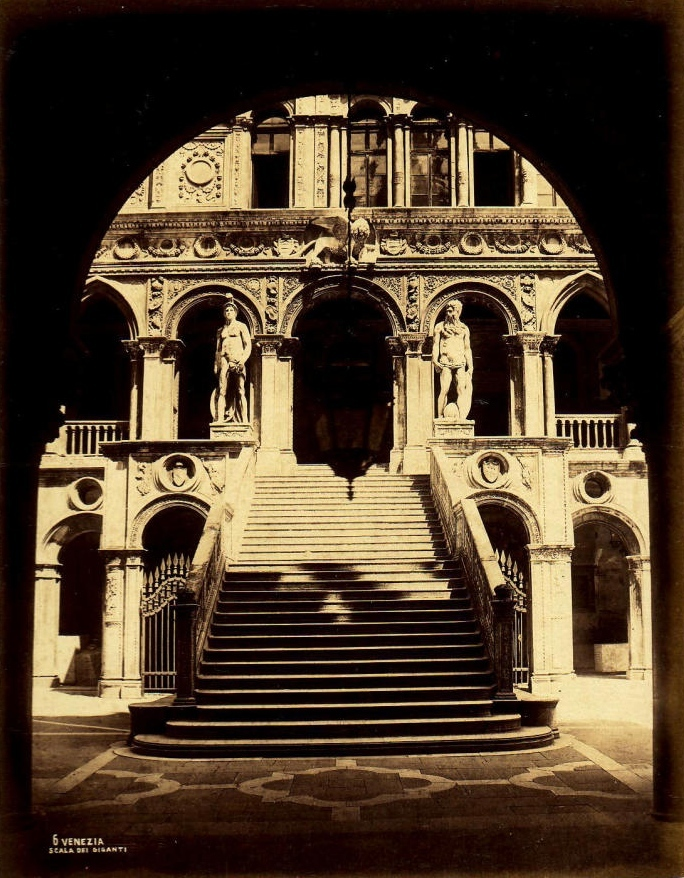
Scala dei Giganti, Palais des Doges, Venise.
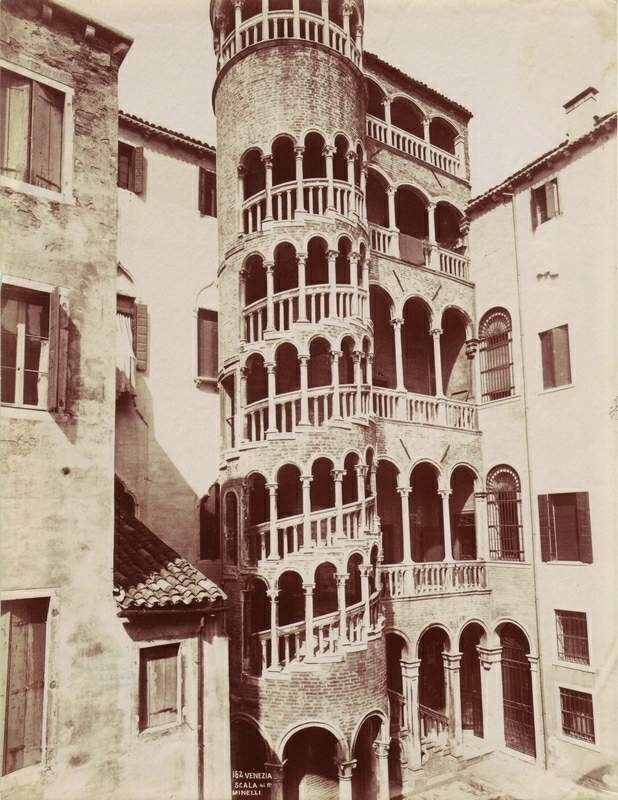
Escalier du palais Contarini del Bovolo à Venise, vers 1880.
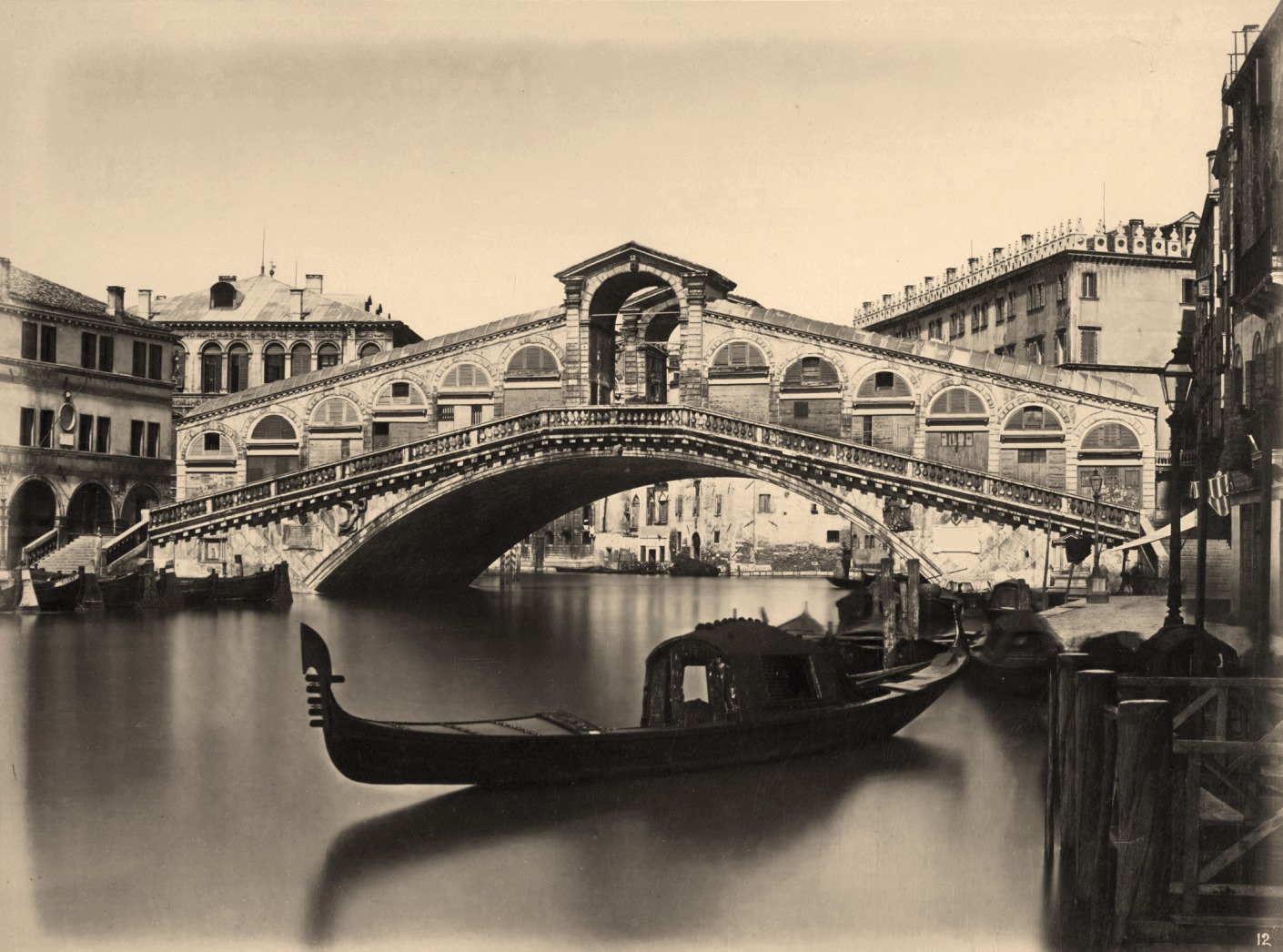
Le pont du Rialto à Venise, 1865.
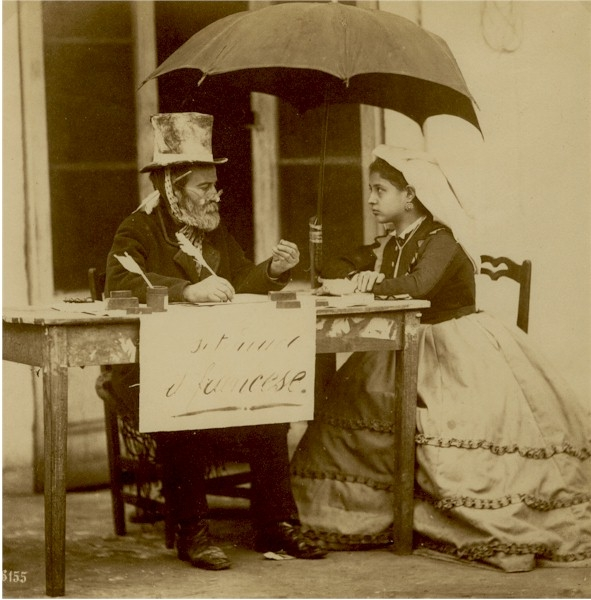
Écrivain public, vers 1865.